# Performance-Oriented Mobility Assessment
De Performance-Oriented Mobility Assessment (POMA) of Tinetti Test
 is een instrument om  mobiliteit van oudere patiënten reproduceerbaar te kunnen meten om het valrisico te kunnen beoordelen. De test is vernoemd naar Mary Tinetti.
Gekeken wordt naar aspecten van evenwicht en bij het stappen.
Evenwicht
- in rusttoestand
- bij het opstaan van een stoel
- in rechtstaande positie bij weerstaan van een elleboogstoot op het sternum
- met gesloten ogen
- rotatie-evenwicht
- bij gaan zitten

Stappen
- van start gaan
- etappelengte
- continuïteit
- symmetrie
- afwijking van het pad
- balans van de romp
- staphouding

Ieder aspect wordt beoordeeld als:
- 0 - niet mogelijk zonder hulp
- 1 -
- 2 - zelfstandig mogelijk

Het totaal resulteert een POMA-score tussen 0 en 28. Tussen 19 en 24 is er sprake van een verhoogd valrisico, onder de 19 wordt het valrisco groot geacht.